# 컨조인트 분석
컨조인트 분석(Conjoint Analysis)은 시장 조사를 위해 사용하는 분석 기법으로, 소비자가 제품이나 서비스의 어떤 요소에 가치를 부여하는지 분석한다.

## 같이 보기
- 가치 기준 가격결정
- 제품 개발